# Luna Sea
Luna Sea (estilizado como LUNA SEA) é uma banda de rock japonesa formada na província de Kanagawa em 1986. Devido ao uso de maquiagem e figurinos no início de sua carreira e sua ampla popularidade, eles são considerados uma das bandas de maior sucesso e influência do movimento visual kei. Em meados da década de 1990, usaram significativamente menos maquiagem e, após uma pausa de um ano em 1997, retornaram com um estilo de rock alternativo voltado para o mainstream e simplificaram seus figurinos no palco. Eles se separaram em 2000. Em 2003, o HMV Japan classificou o Luna Sea em 90º lugar em sua lista dos 100 artistas pop japoneses mais importantes.
Inicialmente fundada em 1986, pelo baixista J e pelo guitarrista rítmico Inoran, enquanto estavam no colégio, a banda era originalmente chamada de Lunacy. Em 1989, eles recrutaram o guitarrista Sugizo, o baterista Shinya e o vocalista Ryuichi, formação que permanece a mesma até hoje. Lançaram algumas fitas demo antes de se renomearem como Luna Sea e lançarem seu álbum de estreia autointitulado em 1991 após serem descobertos por hide e conseguirem contrato com a Extasy Records. A banda alcançou sucesso com uma turnê esgotada em 1991, que os ajudou a conseguir um contrato com a MCA Victor. Estrearam em uma gravadora major com Image (1992), que alcançou o nono lugar na Oricon Albums Chart. Após os álbuns aclamados pela crítica Eden (1993), Mother (1994) e Style (1996), a banda alterou para a Universal em 1998 e lançou seu álbum de estúdio mais vendido, Shine. No final de 2000, após seu sétimo álbum Lunacy, a banda se separou.
Luna Sea se reuniu para um concerto único em 2007 no Tokyo Dome, e novamente em 2008 para o festival hide memorial summit. Em 2010 o grupo se reuniu oficialmente e realizou sua primeira turnê mundial, e três anos depois eles lançaram seu primeiro álbum em treze anos, A Will. Seu nono álbum, Luv, foi lançado quatro anos depois, em 2017. No final de 2019, seu décimo álbum Cross co-produzido por Steve Lillywhite se tornou o primeiro a chegar ao topo da Billboard Japan.

## História

### Formação e álbum de estreia (1986–1991)

Logotipo da banda, usado desde 1991.

Amigos do colégio, Jun "J" Onose e Kiyonobu "Inoran" Inoue fundaram uma banda chamada Lunacy em 1986. Três anos depois, em 16 de janeiro de 1989, a dupla recrutou o baterista Shinya Yamada da banda Pinoccio, que insistiu que seu colega de banda Yasuhiro "Sugizo" Sugihara também participasse. Como J já era o baixista e Inoran preferia tocar guitarra base, Sugizo mudou do baixo para a guitarra solo. O vocalista Ryuichi Kawamura (então chamado de "Rayla") da banda Slaughter se juntou em 6 de maio, finalizando a formação do grupo.
Lunacy estreou no palco na Play House com capacidade para 100 lugares em Machida, Tóquio em 29 de maio de 1989. Eles lançaram sua primeira fita demo, "Lunacy", em 9 de agosto, com todas as cem cópias esgotadas. Em outubro, eles transferiram suas atividades para Meguro, onde se apresentaram em locais como Rock-May-Kan e Live Station. Em dezembro, a segunda demo da banda "Shade" foi lançada, também com todas as mil cópias esgotadas, e em 17 de dezembro a banda vendeu todos os 150 ingressos para seu primeiro show solo oficial no Machida Play House.
Em 1990, o Lunacy continuou a tocar em concertos em locais pequenos e pela primeira vez fora de Tóquio, em Osaka. Realizaram seu show de primeiro aniversário de carreira em 10 de junho no Machida Play House intitulado Kurofuku Gentei Gig (黒服限定GIG), onde distribuíram a demo gratuita "Lastly". No final do ano, a banda alterou seu nome de Lunacy para Luna Sea. No início de 1991, eles foram descobertos por hide (então guitarrista do X Japan) que foi a um show e se impressionou, levando o Luna Sea a um contrato com o co-fundador do X Japan Yoshiki para seu selo independente Extasy Records. Eles então participaram da turnê da Extasy Nuclear Fusion em março com Gilles de Rais e Sighs of Love Potion. Na turnê, um CD de amostra com 3 faixas incluindo uma música de cada banda foi distribuído gratuitamente, para o qual eles contribuíram com uma amostra de "Precious". Seu álbum de estreia, o autointitulado Luna Sea, foi lançado no mês seguinte. Eles fizeram apresentações ao vivo maiores ao longo do ano com sua primeira turnê nacional intitulada Under the New Moon, que foi separada em três etapas ou "episódios", com 45 apresentações, dos quais os concertos finais atraíram um público de mais de mil pessoas. A turnê reuniu dezessete mil pessoas no total. Em 29 de outubro, eles se apresentaram no festival Extasy Summit daquele ano, no esgotado Nippon Budokan.

### Sucesso inicial,EdeneMother(1992–1994)
Em janeiro de 1992, foi aberto o fã-clube oficial da banda, nomeado Slave. Em março fizeram uma pequena turnê para o fã-clube e em 20 de maio realizaram seu último show como banda independente, o terceiro show Kurofuku Gentei no Machida Play House. Em 21 de maio, Luna Sea lançou seu primeiro grande álbum de estúdio major, Image, pela MCA Victor. Alcançou a nona posição, passando 14 semanas nas paradas da Oricon. Foi seguido pela turnê Image or Real, em maio. Correspondendo à sua crescente popularidade, mais uma turnê chamada After the Image começou em setembro. Em 31 de outubro, eles se apresentaram em mais um Extasy Summit no Nippon Budokan. 
O primeiro single de Luna Sea, "Believe", foi lançado em fevereiro. O single alcançou a posição 11, passando 7 semanas nas paradas. A banda começou a trabalhar em seu segundo álbum e iniciou uma turnê por todo o país no dia 16 de abril, chamada Search for My Eden. A digressão incluiu 14 concertos e mobilizou um público de cerca de vinte e seis mil pessoas. Eden foi lançado como o segundo álbum em 21 de abril e alcançou a quinta posição, passando 19 semanas nas paradas. Foi certificado platina pela RIAJ por vender mais de 400 mil cópias. Em julho eles lançaram seu segundo single "In My Dream (With Shiver)", que alcançou a 9ª posição e passou 4 semanas nas paradas.
Ao longo dos anos, o visual da banda foi-se tornando mais casual e sua música adquiriu um apelo popular maior, não deixando, porém, de ter um clima sofisticado. Com o álbum Shine  a banda mudou um pouco seu estilo, tornando-se mais melódico e pop, contudo mais ríspido nos riffs de guitarra, mas deixando um pouco de lado a velocidade e o estilo dos álbuns anteriores, em compensação seu álbum seguinte "Lunacy" segue uma linha musical mais pesada e agressiva explorando muito o hard rock, porém com letras melódicas e expressivas.
Em 1999, o grupo realizou um show em comemoração de seu 10º aniversário, o "LUNA SEA 10TH ANNIVERSARY GIG [NEVER SOLD OUT] CAPACITY∞, reunindo cem mil espectadores em uma única apresentação, com o show, foi lançado seu primeiro álbum ao vivo, NEVER SOLD OUT.
Em 2000 a banda entrou em um hiato. A despedida dos fãs ocorreu com dois shows em dezembro no Tokyo Dome. Desde então, os membros da banda vêm trabalhando em suas carreiras solo (Ryuichi, J, Sugizo, Inoran), novas bandas (Inoran com o Fake?) e colaborações com outros músicos (Sugizo com The Flare e X JAPAN). Shinya chegou a trabalhar solo, mas deixou a indústria musical após casar-se com Aya Ishiguro, do grupo de j-pop Morning Musume. Recentemente, Inoran deixou o Fake? e reuniu-se com Ryuichi para formar o Tourbillon em 2005. Em 2007, Sugizo, juntamente com Yoshiki (X Japan), Gackt e Miyavi, debutou com o S.K.I.N. em 29 de junho com um show para cerca de cinco mil pessoas em Long Beach, Califórnia, EUA. Em 24 de dezembro de 2007, os integrantes da banda reuniram-se novamente para uma apresentação memorável no Tokyo Dome, lançando posteriormente o DVD "God Bless You ~One Night Dejávu~". Neste mesmo ano, foi lançado um CD cover em homenagem à banda, o LUNA SEA MEMORIAL COVER ALBUM-Re:birth-; que contou com participações de várias bandas, entre elas o MUCC, Abingdon Boys School, High and Mighty Color, Merry, entre outros artistas como Nami Tamaki.
O Luna Sea, com 14 singles, 7 álbuns, é reconhecida como uma bandas visual kei mais influentes do rock japonês junto com o X Japan.

### Reunião e World Tour Reboot (2007–2011)
Quase sete anos após a separação, o Luna Sea se reuniu para o show God Bless You ~One Night Dejavu~ em 24 de dezembro de 2007 no Tokyo Dome. Os ingressos para o show esgotaram em cinco minutos, e o show foi transmitido ao vivo no canal japonês NHK BS Hi-vision Satellite. Luna Sea se reuniu novamente para se apresentar no hide memorial Summit em 4 de maio de 2008 no Estádio Ajinomoto.

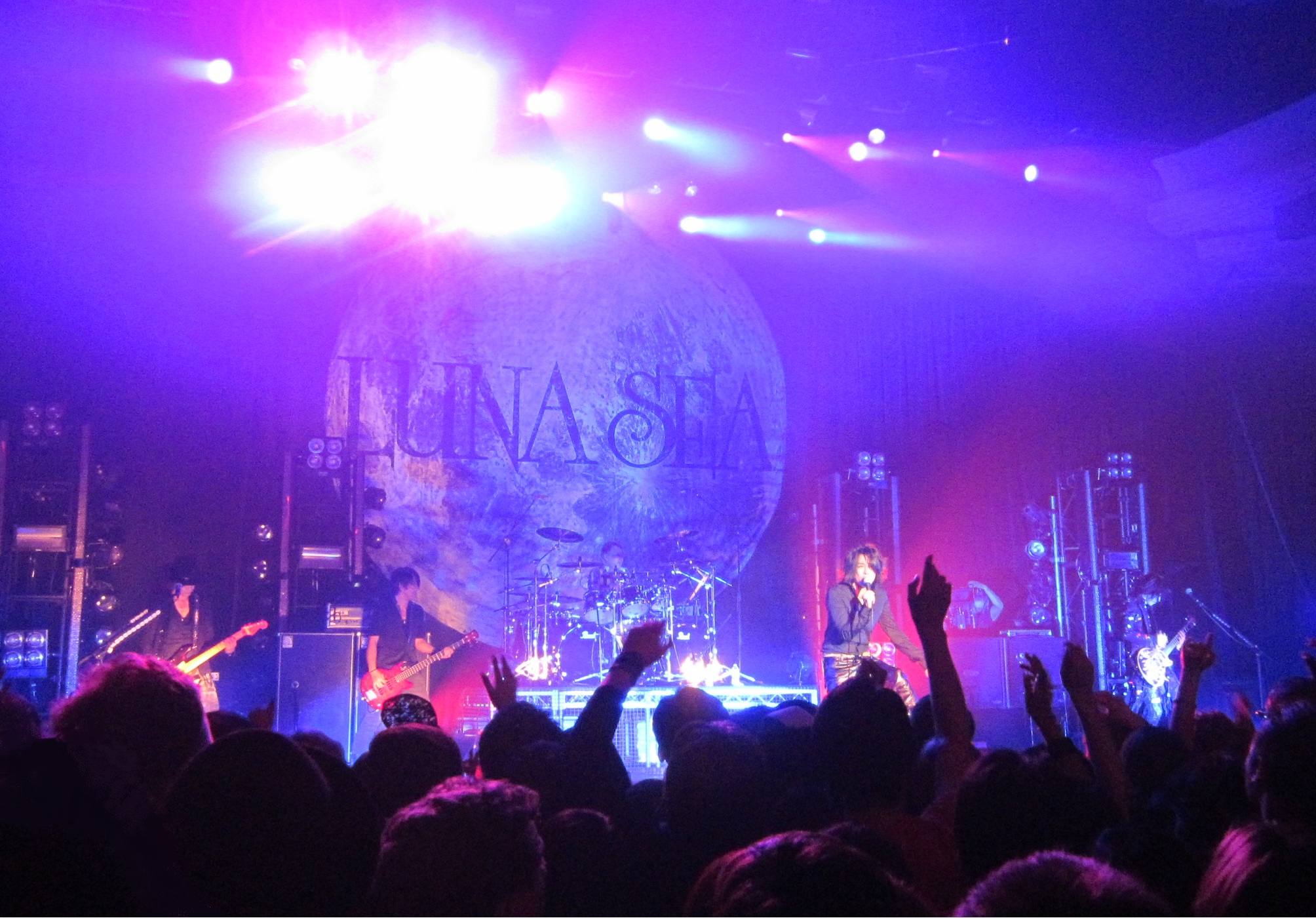
Luna Sea se apresentando no Hollywood Palladium em 2010. O show foi gravado e lançado como filme, vídeo e álbum ao vivo, Luna Sea 3D in Los Angeles.

Em 25 de agosto de 2010, foi anunciado que Luna Sea realizaria uma coletiva de imprensa no dia 31 de agosto em Hong Kong, mesmo lugar onde haviam anunciado o encerramento de suas atividades dez anos antes. Nesta coletiva de imprensa, a banda anunciou oficialmente sua reunião. Sua primeira turnê em dez anos, a turnê mundial chamada 20th Anniversary World Tour Reboot -to the New Moon- também foi anunciada e foi confirmado que o grupo estava escrevendo novas canções juntos. Mais tarde, Inoran citou o sucesso do show de 2007 como a principal razão para o reagrupamento. A turnê começou no dia 27 de novembro na Alemanha e seguiu para os Estados Unidos, Hong Kong e Taiwan, e estava planejada para terminar com dois shows no Japão nos dias 23 e 24 de dezembro no gigante estádio Tokyo Dome. Um terceiro show, gratuito e intitulado Lunacy Kurofuku Gentei Gig ~the Holy Night~ (LUNACY 黒服限定GIG 〜the Holy Night〜), que se referia aos três shows anteriores Kurofuku Gentei realizados na era independente de quando Luna Sea ainda se chamada Lunacy, foi realizado em 15 de dezembro e todas as músicas tocadas foram lançadas antes de 1995. A turnê terminou com dois shows adicionais no World Memorial Hall em Kobe em 30 e 31 de dezembro. Antes dos últimos shows, em 1 dezembro, o Luna Sea se transferiu para a gravadora Avex Group.
Uma nova regravação de seu álbum de estreia, Luna Sea, foi lançada em 16 de março de 2011 com uma capa diferente. Em resposta ao terremoto e tsunami Tōhoku de 2011 que ocorreu em 11 de março no Japão, a banda lançou a música para download digital "Promise" em 9 de abril. Foi a primeira música nova em dez anos e foi esteve a venda exclusivamente nos sites da Amazon, com todos os lucros doados à Cruz Vermelha Japonesa para auxiliar as vítimas do desastre. Um álbum ao vivo, que também é um filme e álbum de vídeo de seu show nos Estados Unidos, intitulado Luna Sea 3D in Los Angeles foi lançado em junho, com o filme sendo exibido em cinemas japoneses por todo o país. Em 22 de outubro, eles realizaram um concerto de caridade intitulado A Promise to the Brave no Saitama Super Arena e todos os lucros do evento foram para a Cruz Vermelha japonesa. Os ingressos para o show foram colocados à venda em 14 de agosto e esgotados em cinco minutos.

### Luv, 30º aniversário eCross(2016–presente)
O décimo álbum de estúdio da banda, Cross, foi lançado em 18 de dezembro de 2019 co-produzido por Steve Lillywhite, tornando esta a primeira vez que a banda trabalha com um produtor.
A banda estava programada para se apresentar no Saitama Super Arena em 26 e 27 de dezembro de 2020 como seus primeiros shows desde que a pandemia os forçou a adiar sua turnê em comemoração aos 30 anos de banda no início do ano. Estes seriam os primeiros shows da banda transmitidos ao vivo online e seus assentos físicos estariam limitados em capacidade. No entanto, ambos os shows também foram adiados depois que Shinya testou positivo para COVID-19 na manhã de 26 de dezembro.

## Legado
Muitas bandas e artistas, em sua maioria artistas visual kei, foram influenciados por Luna Sea. Eremenko do AllMusic escreveu que eles "tiveram impacto em literalmente centenas de bandas que se seguiram na década seguinte". Alguns músicos que os citam como uma influência ou os admiram incluem Miyavi,
 Mucc, D, membros do Alice Nine, Tōru Kawauchi de 12012, Kei e Denka de Dio – Distraught Overlord, Aki de Sid, Makoto de Λucifer, Kazuno, Touya e Ruka de Charlotte, Hazuki de Lynch., Mahiro Kurosaki e Isshiki Hiyori de Kiryu, Kaede e Wajou de The Gallo, vários membros do Nightmare, Akiya de Kagrra, e todos os cinco membros do The Gazette. Os membros do DuelJewel, Hayato e Yuya, citaram Luna Sea como a razão pela qual eles entraram na cena visual kei. O baterista do Kra, Yasuno, disse que começou a tocar bateria por causa de Shinya, e seu ex-guitarrista Mai também é fã de Sugizo e Inoran. O baixista do Back Number, Kazuya Kojima, começou a tocar baixo por causa de J. Os membros do Versailles nomearam Luna Sea e X Japan como influências, com o cantor Kamijo dizendo: "Acho que não há ninguém na indústria da música japonesa que não tenha sido influenciado por eles." Da mesma forma, Leda de Galneryus e Deluhi afirma que ele nem era interessado por música, até que um amigo tocou para ele Luna Sea e X Japan. Kai do Esprit D'Air nomeia Luna Sea como uma de suas bandas favoritas.
Os baixos da ESP Guitars com modelo original de J são os mais vendidos pela empresa.

## Integrantes
- Ryuichi – vocais (1986–presente)
- J – baixo (1986–presente)
- Inoran – guitarra rítmica (1989–presente)
- Sugizo – guitarra solo, violino (1989–presente)
- Shinya (真矢) – bateria (1989–presente)

## Discografia
Álbuns de estúdio
- Luna Sea (1991)
- Image (1992)
- Eden (1993)
- Mother (1994)
- Style (1996)
- Shine (1998)
- Lunacy (2000)
- A Will (2013)
- Luv (2017)
- Cross (2019)

## Prêmios
| Ano  | Prêmio                         | Categoria                                  | Trabalho | Resultado |
| ---- | ------------------------------ | ------------------------------------------ | -------- | --------- |
| 1998 | MTV Video Music Awards de 1998 | Escolha da Audiência International (Japão) | "Storm"  | Indicado  |
| 1998 | 13° Japan Gold Disc Awards     | Álbum de Rock do Ano                       | Shine    | Venceu    |